# Археа Пидна
Археа Пидна (на гръцки: Αρχαία Πύδνα, в превод Стара Пидна) e село в Гърция, в македонската област Пиерия. 

## География
Археа Пидна се намира в плодородната област северно от низината на Пиерия на Солунския залив, край античния град Пидна. Западно от селото минава пътят от Солун за Лариса.

## История
Археа Пидна е ново туристическо селище, изградено югоизточно от Макриялос. Селището принадлежи към демова единица Метони, а не към демова единица Пидна. Регистрирано е за пръв път в 1981 година.
| Година    | 1913 | 1920 | 1928 | 1940 | 1951 | 1961 | 1971 | 1981 | 1991 | 2001 | 2011 | 2021 |
| --------- | ---- | ---- | ---- | ---- | ---- | ---- | ---- | ---- | ---- | ---- | ---- | ---- |
| Население |      |      |      |      |      |      |      | 3    | 18   | 21   | 25   | 26   |